# Мельник В'ячеслав Олександрович
В'ячесла́в Олекса́ндрович Ме́льник (позивний «Анчоус»; 11 грудня 1988, с. Сєвєрний Усть-Янського району Якутії (РФ) — 20 січня 2015, поблизу Донецька) — український військовик, навідник зенітно-артилерійського підрозділу 3-го батальйону 80-ї окремої аеромобільної бригади, учасник російсько-української війни. Один із «кіборгів».

## Життєпис
Від 2 років проживав у с. Білокриниця Кременецького району Тернопільської області. У 1995—2004 навчався в Білокриницькій школі, після закінчення якої поїхав з батьками в Італію. Від 16 років почав працювати на фабриці, згодом — помічником столяра. Пізніше став водієм автобуса і займався перевезенням заробітчан.
Від 20 серпня 2014 року стає стрільцем 3 зенітного артилерійського взводу аеромобільно-десантного батальйону військової частини А0284. Після двох місяців вишколу на Яворівському полігоні поїхав на фронт під Донецьк.
Загинув 20 січня 2015 у боях за аеропорт Донецька від крововтрати, численних проникаючих вогнепальних поранень грудної клітини та живота. 20 січня група на 2-х БТР рушила забрати поранених до АД. В умовах щільного туману та за відсутності зв'язку — «глушили» терористи — десантники на БТР-ах потрапили у засідку. Під час бою БТР, в якому В'ячеслав здійснював штурм з іншими військовиками, врізався в будівельні конструкції аеропорту та вибухнув. Тоді ж загинули солдати Анатолій Доценко, Іван Євдокименко, Сергій Зулінський, Андрій Миронюк, Леонід Шевчук.
Похований 28 січня 2015 року.

## Родина
З першою дружиною одружився у 18 років та шлюб розпався, від шлюбу з першою дружиною залишилися сини Юрій (2008 р. н.) та Артем (2011 р. н.).
У 2014 році напередодні мобілізації загинула друга дружина В'ячеслава Надія.
Залишилися батьки Олександр Петрович та Ірина Петрівна, сестри Ольга й Анжела.

## Нагороди та вшанування
- Указом Президента України № 282/2015 від 23 травня 2015 року, «за особисту мужність і високий професіоналізм, виявлені у захисті державного суверенітету та територіальної цілісності України, вірність військовій присязі», нагороджений орденом «За мужність» III ступеня (посмертно)[3].
- почесний громадянин Тернопільської області (26 серпня 2022, посмертно)[4];
- Нагороджений нагрудним знаком «За оборону Донецького аеропорту» (посмертно).
- Нагороджений відзнакою голови Тернопільської обласної державної адміністрації «За службу Україні» (посмертно)[5].
- 1 вересня 2015 року у Білокриницькій школі, де навчався В'ячеслав, йому було відкрито меморіальну дошку.
- Вшановується в меморіальному комплексі «Зала пам'яті», в щоденному ранковому церемоніалі 20 січня[6][7].